# قطع إسفيني (الرئة)
قَطْعٌ إِسْفينِيّ للرئة (بالإنجليزية: Wedge resection)‏، هي إجراء جراحي لإستئصال جزء من الرئة. يتم ذلك لإزالة جزء محدد من الرئة المريضة، مثل حالات سرطان الرئة في مراحله المبكرة.